# FC Augsburg

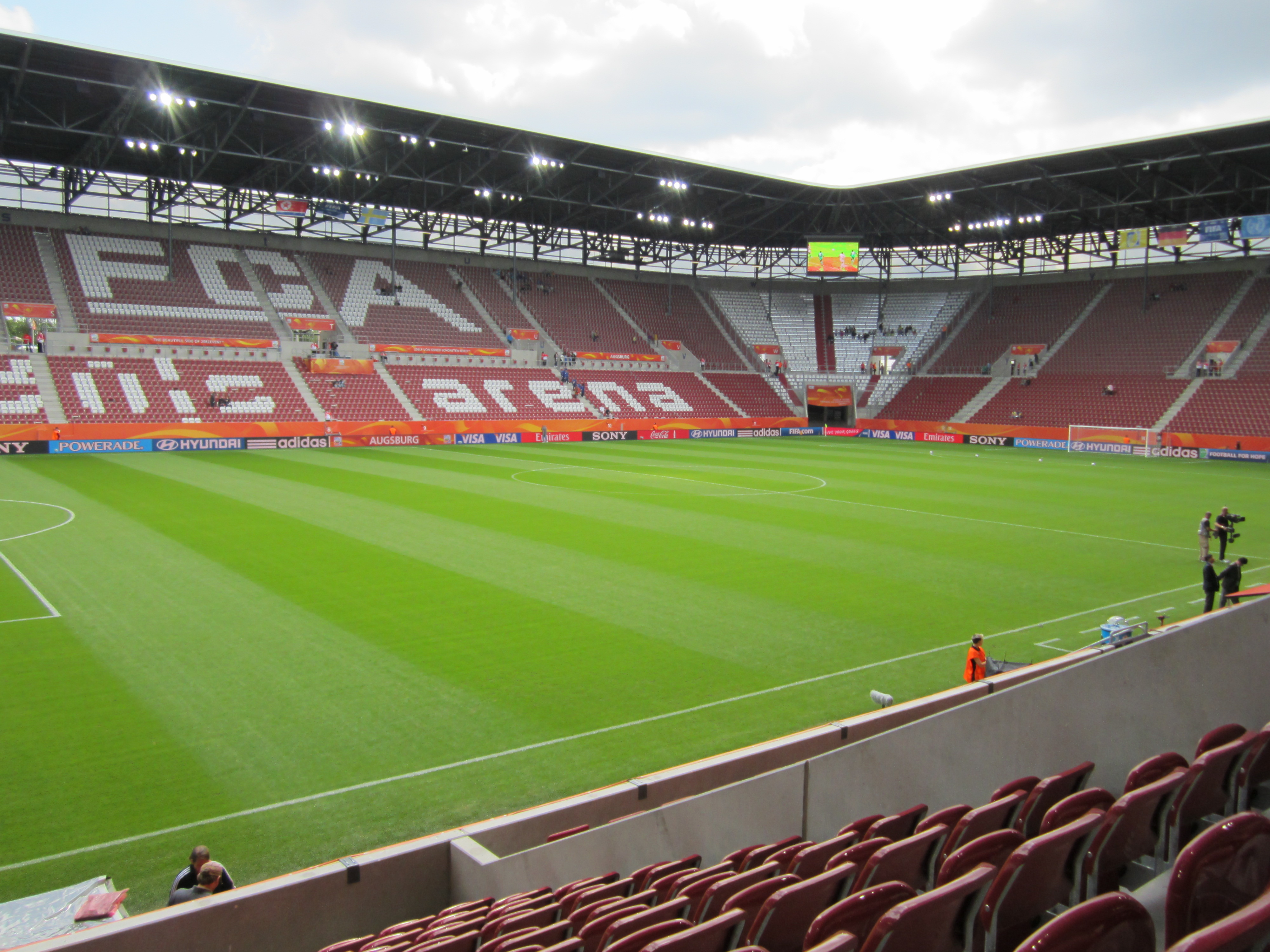
WWK Arena

Fußball-Club Augsburg 1907 e.V. – niemiecki klub piłkarski mający siedzibę w Augsburgu. Został założony w 1907 roku.

## Historia
Klub został założony 8 sierpnia 1907 jako Fußball-Club Alemannia Augsburg, a od 1921 do 1969 roku występował jako BC Augsburg. W 1969 roku połączył się z klubem Schwaben Augsburg (który zrezygnował z udziału w rozgrywkach profesjonalnych) tworząc FC Augsburg. Od 1969 roku po fuzji klub kontynuuje tradycje BC Augsburg. Po raz pierwszy w drugiej lidze zagrał w 1983 roku, jednak zajął wówczas siedemnaste miejsce w tabeli i został zdegradowany. Wcześniej występował co prawda w 2. Bundesliga Süd, jednak były to rozgrywki przeznaczone tylko dla południowej części kraju. W 2006 roku FC Augsburg wygrało rozgrywki Regionalligi i po raz drugi w historii awansowało do drugiej ligi. W sezonie 2006/2007 zespół zajął w tabeli siódme miejsce. Do MSV Duisburg, które zajęło trzecie miejsce i awansowało do najwyższej klasy rozgrywek w kraju drużyna z Augsburga straciła osiem punktów. W sezonie 2009/2010 drużyna z Augsburga zakończyła rozgrywki drugiej ligi na trzecim miejscu i w barażach o awans do pierwszej ligi zmierzyła się z 1. FC Nürnberg. FC Augsburg e.V. dwukrotnie uległ rywalom (0-1 i 0-2) i w elicie pozostał zespół z Norymbergi. W 2011 roku zajmując drugie miejsce w 2. Bundeslidze po raz pierwszy w historii awansowali do najwyższej klasy rozgrywkowej.

## Historia logotypu

Pierwszy logotyp FC Alemannia 1907
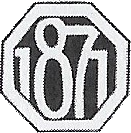
Pierwszy logotyp TV Oberhausen
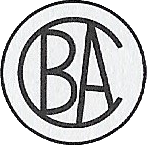
Pierwszy logotyp BC Augsburg
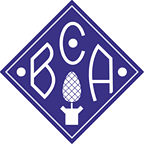
Logotyp BC Augsburg używany od 1921 do lat 50.
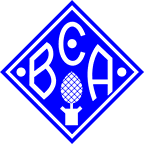
lata 50. – 1969
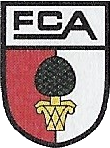
1969 – 1996
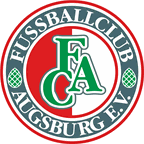
Sezon 1996/1997
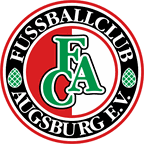
1997 – 2002

## Sukcesy
- wicemistrz 2. Bundesliga (2. poziom): 2011 (awans do Bundesligi)
- 5. miejsce Bundesliga: 2015
- mistrz Regionalliga Süd (2. poziom): 1974 (przegrywa baraże o awans do Bundesligi)
- mistrz Regionalliga Süd (3. poziom): 2006 (awans do 2. Bundesligi)
- mistrz Amateur-Oberliga Bayern (3. poziom): 1973 (awans do Regionalligi Süd), 1980 i 1982 (awanse do 2. Bundesligi), oraz 1994 (przeniesiony do nowej Regionalligi Süd)
- mistrz Oberliga Bayern (4. poziom): 2002 (awans do Regionalligi Süd)
- zdobywca Pucharu Szwabii: 1969, 1970, 1971, 1972, 1980, 1986, 1988, 1993, 1996, 1999, 2002, 2004 i 2005
- finalista Pucharu Szwabii: 1992

## Sezony (w XXI wieku)
| Sezon     | Liga               | Poziom | Miejsce w lidze | Uwagi                   |
| --------- | ------------------ | ------ | --------------- | ----------------------- |
| 1999/2000 | Regionalliga (Süd) | III    | 8               | brak licencji           |
| 2000/2001 | Bayernliga         | IV     | 4               |                         |
| 2001/2002 | Bayernliga         | IV     | 1               |                         |
| 2002/2003 | Regionalliga (Süd) | III    | 3               |                         |
| 2003/2004 | Regionalliga (Süd) | III    | 4               |                         |
| 2004/2005 | Regionalliga (Süd) | III    | 4               |                         |
| 2005/2006 | Regionalliga (Süd) | III    | 1               |                         |
| 2006/2007 | 2. Bundesliga      | II     | 7               |                         |
| 2007/2008 | 2. Bundesliga      | II     | 14              |                         |
| 2008/2009 | 2. Bundesliga      | II     | 11              |                         |
| 2009/2010 | 2. Bundesliga      | II     | 3               | przegrany baraż o awans |
| 2010/2011 | 2. Bundesliga      | II     | 2               |                         |
| 2011/2012 | Bundesliga         | I      | 14              |                         |
| 2012/2013 | Bundesliga         | I      | 15              |                         |
| 2013/2014 | Bundesliga         | I      | 8               |                         |
| 2014/2015 | Bundesliga         | I      | 5               |                         |
| 2015/2016 | Bundesliga         | I      | 12              |                         |
| 2016/2017 | Bundesliga         | I      | 13              |                         |
| 2017/2018 | Bundesliga         | I      | 12              |                         |
| 2018/2019 | Bundesliga         | I      | 15              |                         |
| 2019/2020 | Bundesliga         | I      | 15              |                         |
| 2020/2021 | Bundesliga         | I      | 13              |                         |
| 2021/2022 | Bundesliga         | I      | 14              |                         |
| 2022/2023 | Bundesliga         | I      | 15              |                         |
| 2023/2024 | Bundesliga         | I      | 11              |                         |
| 2024/2025 | Bundesliga         | I      | 12              |                         |

## Zawodnicy

### Obecny skład
Stan na 16 sierpnia 2025
| Nr | Poz. | Piłkarz                      |
| -- | ---- | ---------------------------- |
| 1  | BR   | Finn Dahmen                  |
| 3  | OB   | Mads Valentin                |
| 4  | PO   | Han-Noah Massengo            |
| 5  | OB   | Chrislain Matsima            |
| 6  | OB   | Jeffrey Gouweleeuw (kapitan) |
| 7  | NA   | Yusuf Kabadayı               |
| 8  | PO   | Elvis Rexhbeçaj              |
| 9  | NA   | Samuel Essende               |
| 10 | PO   | Arne Maier                   |
| 13 | OB   | Dimitris Giannoulis          |
| 15 | NA   | Steve Mounié                 |
| 16 | OB   | Cédric Zesiger               |
| 17 | PO   | Kristijan Jakić (2.kapitan)  |
| 18 | PO   | Tim Breithaupt               |
| 19 | PO   | Robin Fellhauer              |

| Nr | Poz. | Piłkarz               |
| -- | ---- | --------------------- |
| 20 | PO   | Alexis Claude-Maurice |
| 21 | NA   | Phillip Tietz         |
| 22 | BR   | Nediljko Labrović     |
| 23 | OB   | Maximilian Bauer      |
| 25 | BR   | Daniel Klein          |
| 26 | NA   | Elias Saad            |
| 27 | OB   | Marius Wolf           |
| 28 | NA   | Aiman Dardari         |
| 29 | NA   | Kyliane Dong          |
| 31 | OB   | Keven Schlotterbeck   |
| 36 | PO   | Mert Kömür            |
| 40 | OB   | Noahkai Banks         |
| 41 | OB   | Felix Meiser          |
| 42 | PO   | Mahmut Kücüksahin     |
| 43 | OB   | Oliver Sorg           |

### Piłkarze na wypożyczeniu
| Nr | Poz. | Piłkarz                        |
| -- | ---- | ------------------------------ |
| —  | BR   | Marcel Łubik (w Górnik Zabrze) |
| —  | OB   | David Čolina (w NK Osijek)     |

| Nr | Poz. | Piłkarz                            |
| -- | ---- | ---------------------------------- |
| —  | PO   | Henri Koudossou (w 1. FC Nürnberg) |
| —  | NA   | Nathanaël Mbuku (w Montpellier )   |

## Europejskie puchary
Legenda do wszystkich tabel:
- Q – runda eliminacyjna, 1/16, 1/8, 1/4, 1/2 – odpowiednia faza rozgrywek, Grupa – runda grupowa, 1r gr – pierwsza runda grupowa, 2r gr – druga runda grupowa, F – finał, R – runda, PO – play-off
- k. – rzuty karne, los. – losowanie, Dogr. – dogrywka, w. – zasada bramek strzelonych na wyjeździe

| Sezon   | Rozgrywki   | Runda   | Przeciwnik      | Dom | Wyjazd | Ogólnie    |
| ------- | ----------- | ------- | --------------- | --- | ------ | ---------- |
| 2015/16 | Liga Europy | Grupa L | Athletic Bilbao | 2–3 | 1–3    | 2. miejsce |
| 2015/16 | Liga Europy | Grupa L | AZ Alkmaar      | 4–1 | 1–0    | 2. miejsce |
| 2015/16 | Liga Europy | Grupa L | Partizan        | 1–3 | 3–1    | 2. miejsce |
| 2015/16 | Liga Europy | 1/16    | Liverpool       | 0–0 | 0–1    | 0–1        |